# Mellersta Finlands län
Mellersta Finlands län, fi. Keski-Suomen lääni, var ett län i Finland. Länet skapades 1 mars 1960 från delar av Vasa län, Tavastehus län, S:t Michels län och Kuopio län och upplöstes 1997. Länets område var nästan samma som landskapet Mellersta Finland. Mellersta Finlands läns residensstad var Jyväskylä. I samband med länsreformen 1997 blev det en del av Västra Finlands län den 1 september 1997.
|  |  |  |  |  |

## Historik
Länet bildades 1 mars 1960 genom sammanslagning av områden från Kuopio, S:t Michels, Tavastehus län och Vasa län.
Kommuner som tidigare tillhört Kuopio län:
- Hankasalmi och Konnevesi kommuner om totalt 1 092,0 km² land.

Kommuner som tidigare tillhört S:t Michels län:
- Joutsa, Leivonmäki och Luhango kommuner om totalt 1 047,2 km² land.

Kommuner som tidigare tillhört Tavastehus län:
- Jämsä, Jämsänkoski, Korpilax, Koskenpää, Muurame och Säynätsalo om totalt 1 854,4 km² land.

Kommuner som tidigare tillhört Vasa län:
- Jyväskylä stad, Suolahti köping, Äänekoski köping, Jyväskylä landskommun, Kannonkoski, Karstula, Keuru, Kinnula, Kivijärvi, Konginkangas, Kyyjärvi, Laukas, Muldia, Petäjävesi, Pihlajavesi, Pihtipudas, Pylkönmäki, Saarijärvi, Sumiais, Toivakka, Urais, Viitasaari och Äänekoski landskommun om totalt 11 765,3 km² land.

1 januari 1974 tillfördes kommunen Kuhmois från Tavastehus län.

## Kommuner 1997
| - Hankasalmi - Joutsa - Jyväskylä - Jyväskylä landskommun - Jämsä - Jämsänkoski - Kannonkoski - Karstula - Keuru - Kinnula | - Kivijärvi - Konnevesi - Korpilax - Kuhmois - Kyyjärvi - Laukas - Leivonmäki - Luhanka - Muldia - Muurame | - Petäjävesi - Pihtipudas - Pylkönmäki - Saarijärvi - Sumiais - Suolahti - Toivakka - Urais - Viitasaari - Äänekoski |

### Tidigare kommuner
- Konginkangas
- Koskenpää
- Pihlajavesi
- Säynätsalo
- Äänekoski landskommun

## Landshövdingar
- Eino Palovesi 1960–1971
- Artturi Jämsén 1971–1976
- Kauko Sipponen 1976–1984
- Kalevi Kivistö 1985–1997